# Antonio Cortés y Aguilar
Antonio Cortés y Aguilar (Sevilla, 10 de marzo de 1827-Lagny-sur-Marne, 14 de marzo de 1908) fue un pintor español, hermano del también artista Andrés Cortés y Aguilar y padre de los pintores André, Jeanne Marie y Édouard Cortès. 

## Biografía
Su obra pictórica está dedicada casi en exclusiva al paisaje y al género animalista con representaciones del campo francés que incluyen animales domésticos pastando. Se formó en la  Real Academia de Bellas Artes de Santa Isabel de Hungría de Sevilla, en 1855 se trasladó a París con motivo de la Exposición Universal de París (1855), estableciéndose en Francia hasta su muerte en 1908 en Lagny. Su obra está representada en el Museo Nacional del Romanticismo de Madrid (Paisaje con ganado) y en la colección Bellver de Sevilla (Paisaje con pastores y rebaño).